# Divize E 2014/2015
V soubojích 24. ročníku Moravskoslezské divize E 2014/15 (jedna ze skupin 4. fotbalové ligy) se utkalo 16 týmů každý s každým dvoukolovým systémem podzim–jaro. Tento ročník začal v sobotu 9. srpna 2014 úvodními pěti zápasy 1. kola a skončil v neděli 14. června 2015 zbývajícími dvěma zápasy 30. kola.

## Nové týmy v sezoně 2014/15
- Z MSFL 2013/14 nesestoupilo do Divize E žádné mužstvo.
- Z Přeboru Moravskoslezského kraje 2013/14 postoupilo vítězné mužstvo TJ Jiskra Rýmařov a MFK Vítkovice (2. místo).[2]
- Z Přeboru Olomouckého kraje 2013/14 postoupilo vítězné mužstvo FK Kozlovice.[3]
- Z Přeboru Zlínského kraje 2013/14 postoupilo vítězné mužstvo FC Velké Karlovice + Karolinka.[4]

## Konečná tabulka
Zdroj: 
| Poř. | Tým                                | Z  | V  | R  | P  | VG | OG | B  |
| ---- | ---------------------------------- | -- | -- | -- | -- | -- | -- | -- |
| 1.   | FK Mohelnice                       | 30 | 18 | 5  | 7  | 53 | 25 | 59 |
| 2.   | MFK Vítkovice (N)                  | 30 | 18 | 3  | 9  | 62 | 34 | 57 |
| 3.   | FC TVD Slavičín                    | 30 | 16 | 6  | 8  | 53 | 39 | 54 |
| 4.   | FC Elseremo Brumov                 | 30 | 16 | 3  | 11 | 58 | 41 | 51 |
| 5.   | SK Hranice                         | 30 | 12 | 11 | 7  | 58 | 41 | 47 |
| 6.   | TJ Lokomotiva Petrovice            | 30 | 14 | 4  | 12 | 37 | 41 | 46 |
| 7.   | FK Nový Jičín                      | 30 | 12 | 9  | 9  | 47 | 43 | 45 |
| 8.   | MFK Havířov                        | 30 | 11 | 9  | 10 | 51 | 52 | 42 |
| 9.   | TJ Jiskra Rýmařov (N)              | 30 | 11 | 8  | 11 | 53 | 45 | 41 |
| 10.  | TJ Valašské Meziříčí               | 30 | 12 | 3  | 15 | 44 | 51 | 39 |
| 11.  | 1. FC Viktorie Přerov              | 30 | 10 | 8  | 12 | 41 | 51 | 38 |
| 12.  | FK Kozlovice (N)                   | 30 | 11 | 5  | 14 | 56 | 60 | 38 |
| 13.  | FC Dolní Benešov                   | 30 | 9  | 4  | 17 | 43 | 53 | 31 |
| 14.  | TJ Sokol Lískovec                  | 30 | 9  | 4  | 17 | 37 | 68 | 31 |
| 15.  | FC Velké Karlovice + Karolinka (N) | 30 | 6  | 10 | 14 | 29 | 49 | 28 |
| 16.  | TJ Sokol Určice                    | 30 | 6  | 6  | 18 | 32 | 61 | 24 |

Poznámky:
- Z = Odehrané zápasy; V = Vítězství; R = Remízy; P = Prohry; VG = Vstřelené góly; OG = Obdržené góly; B = Body; (S) = Mužstvo sestoupivší z vyšší soutěže; (N) = Mužstvo postoupivší z nižší soutěže (nováček)
- MFK Vítkovice zaujalo místo klubu SK Sulko Zábřeh v MSFL, které se odhlásilo po ukončení ročníku.[5]
- TJ Sokol Lískovec se po sezóně odhlásil z Divize E, vzhledem k nedostatečnému zájmu o doplnění počtu z krajů byly nakonec v soutěži ponechány patnácté Velké Karlovice.[6]
- O pořadí na 11. a 12. místě rozhodla bilance vzájemných zápasů: Přerov - Kozlovice 1:1, Kozlovice - Přerov 2:3[1]
- O pořadí na 13. a 14. místě rozhodla bilance vzájemných zápasů: Lískovec - Dolní Benešov 0:0, Dolní Benešov - Lískovec 4:1[1]

|  | Postup do MSFL 2015/16                                   |
|  | Přechod do Divize D 2015/16                              |
|  | Sestup do Přeboru Olomouckého kraje 2015/16              |
|  | Přihláška do Okresního přeboru Frýdecko-Místecka 2015/16 |